# Optički modulator
Optički modulator je uređaj koji se koristi za modulaciju snopa svetlosti. Snop se može prenositi preko slobodnog prostora ili širiti kroz optički talasovod (optičko vlakno). U zavisnosti od parametra svetlosnog zraka kojim se manipuliše, modulatori se mogu kategorizovati u amplitudske modulatore, fazne modulatore, polarizacione modulatore itd. Često je najlakši način da se dobije modulacija intenziteta svetlosnog snopa modulacija struje koja pokreće izvor svetlosti, na primer laserske diode. Ova vrsta modulacije se naziva direktnom modulacijom, za razliku od spoljašnje modulacije koju vrši svetlosni modulator. Iz tog razloga su modulatori svetlosti, npr. u optičkim komunikacijama, koji se nazivaju eksterni modulatori svetlosti.
Kod laserskih dioda kod kojih je potrebna uska širina linije, izbegava se direktna modulacija zbog efekta „cvrkutanja” visokog propusnog opsega pri primeni i uklanjanju struje na laser.
Optički modulatori se koriste sa superprovodnicima koji ispravno rade samo na niskim temperaturama, uglavnom malo iznad apsolutne nule. Optički modulatori pretvaraju informacije koje prenosi električna struja u elektromagnetu u svetlost.